# Akebono Iwa
Akebono Iwa är en kulle i Antarktis. Den ligger i Östantarktis. Norge gör anspråk på området. Toppen på Akebono Iwa är 137 meter över havet.
Terrängen runt Akebono Iwa är huvudsakligen kuperad, men åt nordost är den platt. Havet är nära Akebono Iwa åt nordväst. Trakten är obefolkad. Det finns inga samhällen i närheten. 